# Kindschaftsrecht (Deutschland)
In der Bundesrepublik Deutschland ist das Kindschaftsrecht hauptsächlich als ein Teil des im 4. Buch des Bürgerlichen Gesetzbuches (BGB) geregelten Familienrechtes. Es behandelt das zivile Rechtsverhältnis zwischen Eltern und Kindern (sowie gegenüber sonstigen gesetzlichen Vertretern Minderjähriger). Eine separate Rechtsgrundlage stellt das Gesetz über die religiöse Kindererziehung dar. 

## Kindschaftsrecht im BGB
1. Abstammung (Mutterschaft, Vaterschaft): §§ 1591–1600 e BGB
2. Unterhaltspflicht (insbes. Kindesunterhalt): §§ 1601–1615o BGB
3. Allg. Rechtsverhältnisse zwischen Eltern und Kindern (insbes. Namensrecht): §§ 1616–1625 BGB
4. Elterliche Sorge (Sorgerecht): §§ 1626–1698b BGB
5. Beistandschaft des Jugendamtes: §§ 1712–1717 BGB
6. Adoption (Annahme als Kind): §§ 1741–1772 BGB
7. Vormundschaft: §§ 1773–1808 BGB
8. Pflegschaft (nur zum Teil Kindschaftsrecht): §§ 1809–1813 BGB

## Abstammungsrecht
Die Frage der Abstammung von der mütterlichen und väterlichen Seite ist der erste Abschnitt des BGB-Kindschaftsrechtes (§§ 1591 ff.). Erst im Rahmen der Kindschaftsrechtsreform 1998 wurde eine gesetzliche Regelung, wer Mutter eines Kindes ist, aufgenommen. Es handelt sich um die Frau, die das Kind ausgetragen und geboren hat. Diese Klarstellung war angesichts neuer Methoden der Reproduktionsmedizin (Eispende usw.) erforderlich. Vater eines Kindes ist, wer mit der Mutter zum Zeitpunkt der Geburt des Kindes verheiratet ist oder der die Vaterschaft urkundlich anerkannt hat oder gerichtlich als Vater festgestellt wurde. Auch die Frage der Vaterschaftsanfechtung und der Klärung der Vaterschaft ist in diesem Abschnitt geregelt.

## Unterhalt
Hauptartikel: Kindesunterhalt (Deutschland)
Die §§ 1601 ff. BGB regeln die Frage des Verwandtenunterhaltes mit Schwerpunkt auf den Kindesunterhalt. Minderjährige Kinder sind derzeit (Anfang 2007) dem unterhaltsberechtigten Ehegatten des Unterhaltspflichtigen gleichgestellt und gegenüber volljährigen (nicht mehr in Schulausbildung befindlichen) Kindern und anderen Verwandten vorrangig unterhaltsberechtigt. Einzelheiten des Kindesunterhaltes sind außerhalb des BGB durch die Regelbetrag-Verordnung und die ständige Unterhaltsrechtsprechung der Familiengerichte (insbesondere die Düsseldorfer Tabelle) geregelt. Eine Reform des Unterhaltsrechtes, das die Rangfolge auch gegenüber Ehegatten verändern soll, ist in Vorbereitung. Die staatliche Unterstützungsleistung (Unterhaltsvorschuss) ist im Unterhaltsvorschussgesetz (UVG) geregelt. Unterhaltspflichtverletzung ist auch ein Straftatbestand.

## Elterliche Sorge
Hauptartikel: Sorgerecht
Die elterliche Sorge ist ein nach Art. 6 Grundgesetz in erster Linie ("zuvörderst") den Eltern zustehendes pflichtgebundenes Grundrecht, wobei die Personensorge und die Vermögenssorge unterschieden werden. Das Sorgerecht ist in den §§ 1626 ff. BGB konkretisiert. Hier sind auch Regelungen über die seit 1998 mögliche gemeinsame elterliche Sorge nicht verheirateter Eltern (Sorgeerklärung), die elterliche Sorge nach Trennung und Scheidung, das Umgangsrecht nicht sorgeberechtigter Elternteile und anderer Verwandter sowie die Möglichkeit des Sorgerechtsentzugs (s. Kindesmisshandlung) und der Feststellung des Ruhens der elterlichen Sorge enthalten. Das staatliche Wächteramt obliegt dem Jugendamt und den Familien- und Vormundschaftsgerichten. Vor einem Entzug der elterlichen Sorge sind Hilfen zur Erziehung nach dem Achten Buch Sozialgesetzbuch (SGB VIII) anzubieten.

## Beistandschaft
Hauptartikel: Beistandschaft
Im Falle von Alleinerziehenden besteht seit 1998 die Möglichkeit, eine Unterstützungsleistung der Jugendämter in Anspruch zu nehmen, die Beistandschaft (§§ 1712 ff. BGB). Hiernach wird das Jugendamt als gesetzlicher Vertreter bei der Vaterschaftsfeststellung und der Geltendmachung von Kindesunterhalt auf Wunsch des alleinerziehenden Elternteils tätig. Diese Vertretungsmaßnahme steht parallel neben den im SGB VIII enthaltenen Hilfen zur Erziehung.

## Annahme als Kind (Adoption)
Hauptartikel: Adoption
Bei der Adoption wird eine meist minderjährige Person von nicht Blutsverwandten als eigenes Kind angenommen; dieses erfolgt durch Beschluss des Vormundschaftsgerichtes. Ihm geht in der Regel eine längere Zeit der Familienpflege voraus und bei Fremdadoptionen (zu unterscheiden von Stiefkinderadoptionen) in der Regel ein behördliches Adoptionsvermittlungsverfahren durch das Jugendamt. 
Die Annahme als Kind ist seit 1976 in Deutschland als Volladoption ausgestaltet, d. h., das adoptierte Kind wird mit der gesamten Familie der Adoptiveltern verwandt; die rechtlichen Beziehungen zur Ursprungsfamilie fallen vollständig weg (mit Ausnahme bestehender Waisenrenten).

## Vormundschaft, Pflegschaft
Hauptartikel: Vormundschaft
Vormundschaft und Pflegschaft stellen Formen der gesetzlichen Vertretung für Minderjährige (Pflegschaften z. T. auch Volljährige) dar. Bei der Vormundschaft ist der Vormund vollständiger Inhaber der elterlichen Sorge; die tatsächliche Ausführung wird aber oft an Pflegeeltern oder Mitarbeiter in Kinderheimen delegiert. Voraussetzung einer Vormundschaft ist die vorherige gerichtliche Feststellung des Ruhens der elterlichen Sorge, der Sorgerechtsentzug wegen Verletzung des Kindeswohls oder ein laufendes Adoptionsverfahren. Auch wenn der an sich alleinsorgeberechtigte Elternteil noch minderjährig ist oder der Familienstand des Kindes als Findelkind unbekannt ist, benötigt der Minderjährige einen Vormund. Pflegschaften sind davon abweichend gesetzliche Vertretungen nur für einen Teil der elterlichen Sorge, z. B. das Aufenthaltsbestimmungsrecht. Solche Pflegschaften werden im Allgemeinen als Ergänzungspflegschaft bezeichnet.